# ザ・決断!日本の選択
ザ･決断!日本の選択（ざ けつだん! にっぽんのせんたく）は、2004年7月11日の第20回参議院議員通常選挙のテレビ東京（TXN）系列で放送された選挙特別番組である。
正式タイトルは、TXN報道特別番組 ザ･決断!日本の選択（ティー・エックス・エヌほうどうとくべつばんぐみ - ）

## 概要
実話を基にした政治再現ドラマを軸に放送。平日夜の報道番組『ワールドビジネスサテライト』を基幹番組としている。
当時のテレビ東京系列の選挙特番は『日曜ビッグバラエティ』を放送するため他の放送局よりも遅れて開始していた。

## 出演者
メインキャスター
- 小谷真生子

サブキャスター
- 大浜平太郎（テレビ東京報道局記者）

開票キャスター
- 佐々木明子（テレビ東京アナウンサー）

解説キャスター
- 篠原文也（テレビ東京解説委員）
- 榊原英資（慶應義塾大学教授）

## ネット局の対応
- テレビ北海道 - 第1部は北海道選挙区の様子を放送しながらフルネット。第2部は北海道選挙区の当落議員の様子を中継。
- テレビ大阪 - 第1部は番組途中で京阪神圏（2府2県）の各選挙区の動向について放送。
- テレビせとうち - 合間を見て岡山・香川の選挙区の動向を放送。
- TVQ九州放送
- 日経CNBC - テレビ東京のサイマル放送だったが、CM部分はフィラー映像に差し替えられた。
- 岐阜放送
- テレビ和歌山 - 第1部は自社制作の選挙特番を放送。第2部以降（深夜の部）はテレビ東京のサイマル放送。